# لا أحد يعلم
لا أحد يعلم (باليابانية: 誰も知らない) هو فيلم درامي ياباني من إخراج هيروكازو كورئيدا. رُشح للفوز بالسعفة الذهبية اثناء عرضه بمهرجان كان عام 2004.

## القصة
القصة مستوحات من احداث حقيقيية وتحكي يوميات أبناء تتخلى عنهم أمهم وتتركهم في منزل برعاية أخوهم الأكبر الذي يبلغ عمره 12 سنة لمدة تقرب السنة دون أن يعلم الجيران أو أحد بمصيرهم.

## وصلات خارجية
- لا أحد يعلم على موقع IMDb (الإنجليزية)
- لا أحد يعلم على موقع ميتاكريتيك (الإنجليزية)
- لا أحد يعلم على موقع روتن توميتوز (الإنجليزية)
- لا أحد يعلم على موقع نتفليكس (الإنجليزية)
- لا أحد يعلم على موقع ألو سيني (الفرنسية)
- لا أحد يعلم على موقع Turner Classic Movies (الإنجليزية)
- لا أحد يعلم على موقع أول موفي (الإنجليزية)
- لا أحد يعلم على موقع بوكس أوفيس موجو (الإنجليزية)
- لا أحد يعلم على موقع فيلمافينيتي (الإسبانية)
- لا أحد يعلم على موقع قاعدة بيانات الأفلام السويدية (السويدية)